# Opactwo Świętej Trójcy w Cava de’ Tirreni
Opactwo Świętej Trójcy w Cava de’ Tirreni (łac. Territorialis Abbati Trinitatis Cavensis SSma) – opactwo benedyktynów w Cava de’ Tirreni we Włoszech. Często nazywane po prostu Badia di Cava.
Opactwo zostało założone w XI wieku i podniesione do rangi  do opactwa terytorialnego w 1394. W latach 1995–2010 opatem terytorialnym był Benedetto Maria Salvatore Chianetta